# Parvicursor
Parvicursor là một chi khủng long, được Karhu & Rautian mô tả khoa học năm 1996.